# São José dos Cordeiros
São José dos Cordeiros è un comune del Brasile nello Stato del Paraíba, parte della mesoregione di Borborema e della microregione del Cariri Ocidental.